# San Felipe del Progreso
San Felipe del Progreso è un comune del Messico, situato nello stato di Messico.